# Moose (logiciel d'analyse)
Moose est une plateforme open source pour l'analyse de logiciel et de donnée écrite en Pharo et développée par l'INRIA.